# 奇異XA100
奇異XA100（英語：General Electric XA100）或稱通用電氣XA100，是一種三氣流自適應循環發動機的展示機型，由奇異公司為洛克希德·馬丁公司的F-35和美國空軍開發第六代戰鬥機的次世代制空權計劃進行開發。
三氣流自適應循環設計可以將空氣分流導引到第三氣流以提高燃燒和冷卻效率，或引導到核心和風扇流以增加推力和性能。45,000 lbf（20,412 kgf；200 kN）推力級發動機預計將比現有的低旁通渦扇發動機更強大、更高效。

## 设计
XA100是一种三流自适应循环发动机，可以根据情况调节旁路比和风扇压力以提高燃油效率或推力。它通过采用一种自适应风扇来实现这一目标，该自适应风扇可以将空气引导到第三个旁路流中，以增加燃油经济性并充当冷却的散热器；这将使F-35外壳的高速低空部分得到更好的利用。增强的冷却和发电也使未来有指导的能源武器的潜在使用。如果需要额外的推力，则可以将第三流的空气引向核心和风扇流。除了三个流的自适应周期配置外，发动机还使用新的耐热材料，例如陶瓷基质复合材料（CMC），以实现较高的涡轮温度和改善的性能。根据GE的数据，该发动机可提供高达35％的范围，而燃料燃烧的范围可在当前的低型涡轮增压器中燃烧25％。

## 外部連結
- GE Adaptive Cycle Engine site （页面存档备份，存于）